# Marcelo Pereira
Marcelo Antonio Pereira Rodríguez (Tegucigalpa, 27 maggio 1995) è un calciatore honduregno, difensore del Cartaginés.

## Carriera

### Club
Gioca nella massima serie del campionato honduregno con il Motagua, di cui è capitano e con il quale ha vinto 3 Campionati apertura (14/15 - 16/17 - 18/19) e 3 Campionati Chiusura (16/17 - 18/19 - 21/22).
Con il Motagua ha inoltre disputato una partita nella CONCACAF Champions League.

### Nazionale
Nel 2015 ha giocato 2 partite nei Mondiali Under-20.
Ha preso parte ai Giochi olimpici del 2016 in Brasile, disputando tutti e 5 gli incontri fino al raggiungimento della semifinale persa per 6-0 contro il Brasile e conseguente finale per il terzo posto persa per 3-2 contro la Nigeria.